# Wachtmeister Rahn
Wachtmeister Rahn ist ein deutsches Kriminalmelodram aus dem Jahre 1974 von Ulli Lommel mit Hans Zander in der Titelrolle.

## Handlung
Die Geschichte spielt im Großstadtsumpf von München, in dem sich der kleine Polizeibeamte Ernst Rahn tagein, tagaus abrackern muss, um Gesetz, Recht und Ordnung durchzusetzen. Eines Nachts gerät der Wachtmeister in eine Situation, die ihn in einen Abwärtsstrudel zu ziehen droht: Bei seinem spätabendlichen Streifengang schießt er, aus Notwehr wie es auf den ersten Blick scheint, auf die beiden Kleinkriminellen Walter und Johann. Als einer der beiden Angeschossenen unerwartet aus dem Koma erwacht, verliert Rahn die Fassung. Eine Rückblende zeigt die Vorgeschichte.
Während einer Zugfahrt fällt Rahn der junge Johann auf. Rahn, der seine Homosexualität in einer Zeit, als diese noch strafbar war, streng geheim hält, verliebt sich in den rauen, unangepassten Typen von der Straße und lädt diesen in seine Wohnung ein. Als Johann von Wachtmeister Rahns Beruf erfährt, nutzt er dieses Wissen, um den bislang unbescholtenen Polizisten zu erpressen: Er soll Johann und dessen Komplizen Walter dabei helfen, Raubüberfälle zu begehen. Rahn lässt sich nolens volens darauf ein, wird jedoch bei einem missglückten Überfall von Polizeikollegen erkannt. Der Beamte versucht sich daraufhin, das Leben zu nehmen. Der Selbsttötungsversuch misslingt, und Rahn wird in die Psychiatrie eingeliefert.
Von Rachegedanken erfüllt und angesichts einer enttäuschten und ausgenutzten Männerliebe zutiefst verbittert, lockt Wachtmeister Rahn Johann und Walter in einen Hinterhalt und schießt, wie eingangs erzählt, auf die beiden Verbrecher, als diese versuchen, ein Fahrzeug aufzubrechen. Rahn ist nun endgültig in der Gosse angekommen, und er muss sich dem Verdikt einer Reihe von inkompetenten und moralisch verkommenen, hochrangigen Polizeifunktionären unterwerfen. Rahn droht eine 20-jährige Haftstrafe, und eine Texttafel kündigt zum Schluss des Films nüchtern seinen weiteren Lebensweg an: Er versucht vergebens aus dem Gefängnis zu fliehen und begeht einen Mord an einem Mithäftling.

## Produktionsnotizen
Wachtmeister Rahn, von Regisseur Lommel ohne Drehgenehmigung mit kleinstem Budget gefilmt, entstand im Sommer 1974 in München und wurde am 22. November 1974 uraufgeführt. Der Film wurde später auch unter dem Titel Ein Mann dreht durch vertrieben.
Rudolf Waldemar Brem übernahm die Produktionsleitung, Dietrich Kerky sorgte für die Ausstattung.

## Kritik
Der Film „entwirft ein dreckiges, deprimierendes Bild bundesdeutscher Großstadt-Tristesse, das gerade in seinen sichtbar beschränkten Produktionswerten und inszenatorischen Unzulänglichkeiten einen ganz eigenwilligen ästhetischen Reiz entfaltet. (…) Wachtmeister Rahn pflegt einen harten, semi-dokumentarischen Realismus, tendiert mit seinen Schnitzern und filmischen Notlösungen aber auch manches Mal ins Schmuddelig-Exploitative.“